# 라리가 우승 감독 목록

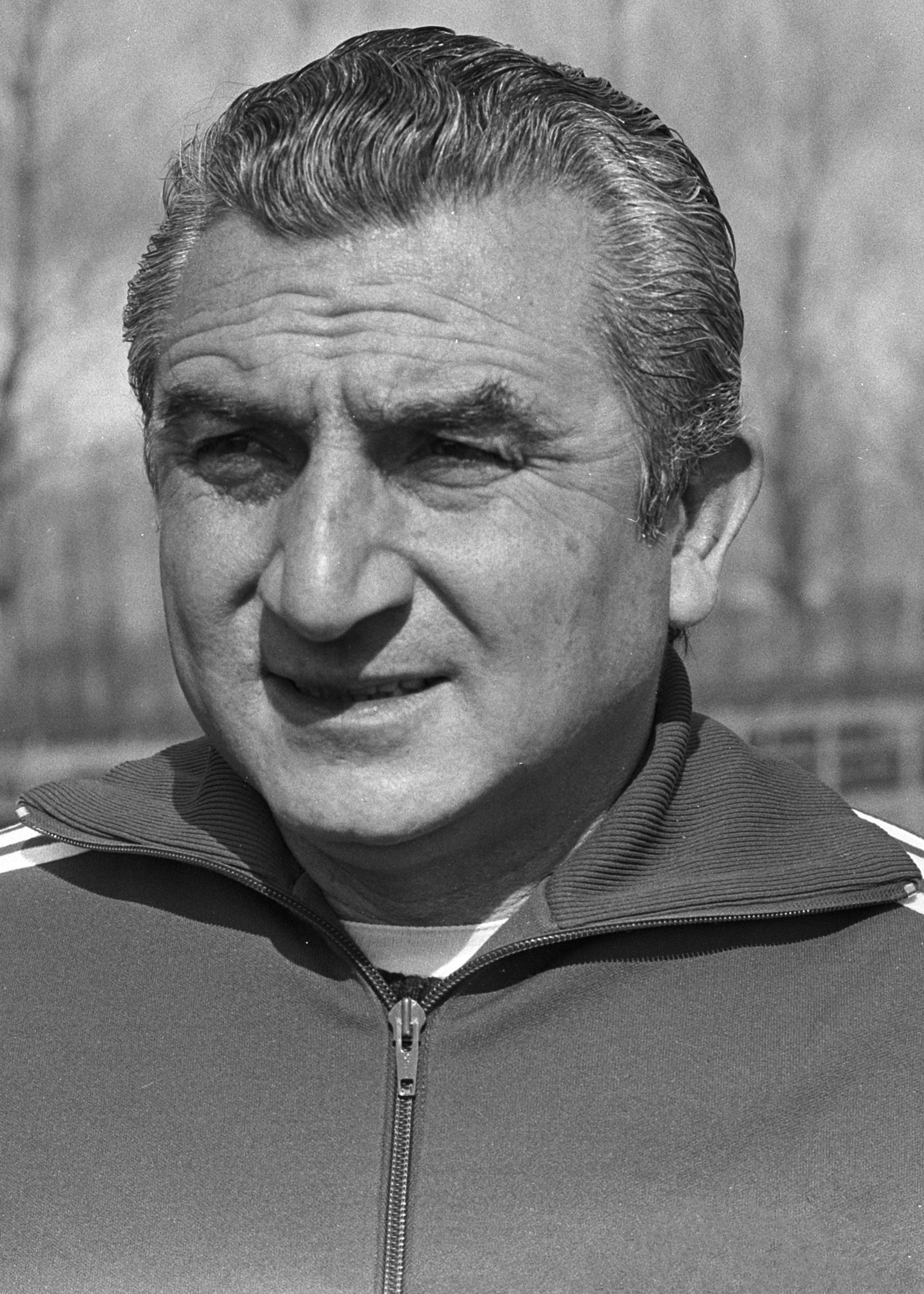
미겔 무뇨스는 라 리가 역대 최다인 9회 우승자이다

다음은 라 리가를 우승한 감독들의 목록이다.
미겔 무뇨스는 9번으로 가장 많은 우승을 거두었으며, 모두 레알 마드리드에서 우승을 경험했다. 그 다음으로 엘레니오 에레라와 요한 크라위프가 그 다음으로 많은 4번의 우승을 거두었다.

## 시즌별 우승 감독
| 시즌    | 국적                 | 우승 감독                 | 클럽                  | 주                   |
| ------- | -------------------- | ------------------------- | --------------------- | -------------------- |
| 1929    | 잉글랜드             | 짐 벨러미                 | 바르셀로나            | [ 1 ]                |
| 1929–30 | 잉글랜드             | 프레드 펜틀랜드           | 아틀레틱 빌바오       | [ 2 ]                |
| 1930–31 | 잉글랜드             | 프레드 펜틀랜드 (2)       | 아틀레틱 빌바오       | [ 3 ]                |
| 1931–32 | 헝가리               | 헤르츠카 리포             | 마드리드              | [ 4 ]                |
| 1932–33 | 잉글랜드             | 로버트 퍼스               | 마드리드              | [ 5 ]                |
| 1933–34 | 스페인               | 파트리시오 카이세도       | 아틀레틱 빌바오       | [ 6 ]                |
| 1934–35 | 아일랜드             | 패트릭 오코넬             | 베티스                | [ 7 ]                |
| 1935–36 | 잉글랜드             | 윌리엄 가벗               | 아틀레틱 빌바오       | [ 8 ]                |
| 1936–39 | 스페인 내전으로 중단 | 스페인 내전으로 중단      | 스페인 내전으로 중단  | 스페인 내전으로 중단 |
| 1939–40 | 스페인               | 리카르도 사모라           | 아틀레틱 아비아시온   | [ 9 ]                |
| 1940–41 | 스페인               | 리카르도 사모라 (2)       | 아틀레티코 아비아시온 | [ 10 ]               |
| 1941–42 | 스페인               | 라몬 엔시나스             | 발렌시아              | [ 11 ]               |
| 1942–43 | 스페인               | 후안 우르키수             | 아틀레틱 빌바오       | [ 12 ]               |
| 1943–44 | 스페인               | 에두아르도 쿠벨스         | 발렌시아              | [ 13 ]               |
| 1944–45 | 스페인               | 주제프 사미티에르         | 바르셀로나            | [ 14 ]               |
| 1945–46 | 스페인               | 라몬 엔시나스 (2)         | 세비야                | [ 15 ]               |
| 1946–47 | 스페인               | 루이스 파사린             | 발렌시아              | [ 16 ]               |
| 1947–48 | 우루과이             | 엔리케 페르난데스         | 바르셀로나            | [ 17 ]               |
| 1948–49 | 우루과이             | 엔리케 페르난데스 (2)     | 바르셀로나            | [ 18 ]               |
| 1949–50 | 아르헨티나           | 엘레니오 에레라           | 아틀레티코 마드리드   | [ 19 ]               |
| 1950–51 | 아르헨티나           | 엘레니오 에레라 (2)       | 아틀레티코 마드리드   | [ 20 ]               |
| 1951–52 | 체코슬로바키아       | 페르디난트 다우치크       | 바르셀로나            | [ 21 ]               |
| 1952–53 | 체코슬로바키아       | 페르디난트 다우치크 (2)   | 바르셀로나            | [ 22 ]               |
| 1953–54 | 우루과이             | 엔리케 페르난데스 (3)     | 레알 마드리드         | [ 23 ]               |
| 1954–55 | 스페인               | 호세 비얄롱가             | 레알 마드리드         | [ 24 ]               |
| 1955–56 | 체코슬로바키아       | 페르디난트 다우치크 (3)   | 아틀레틱 빌바오       | [ 25 ]               |
| 1956–57 | 스페인               | 호세 비얄롱가 (2)         | 레알 마드리드         | [ 26 ]               |
| 1957–58 | 아르헨티나           | 루이스 카르니글리아       | 레알 마드리드         | [ 27 ]               |
| 1958–59 | 아르헨티나           | 엘레니오 에레라 (3)       | 바르셀로나            | [ 28 ]               |
| 1959–60 | 아르헨티나           | 엘레니오 에레라 (4)       | 바르셀로나            | [ 29 ]               |
| 1960–61 | 스페인               | 미겔 무뇨스               | 레알 마드리드         | [ 30 ]               |
| 1961–62 | 스페인               | 미겔 무뇨스 (2)           | 레알 마드리드         | [ 31 ]               |
| 1962–63 | 스페인               | 미겔 무뇨스 (3)           | 레알 마드리드         | [ 32 ]               |
| 1963–64 | 스페인               | 미겔 무뇨스 (4)           | 레알 마드리드         | [ 33 ]               |
| 1964–65 | 스페인               | 미겔 무뇨스 (5)           | 레알 마드리드         | [ 34 ]               |
| 1965–66 | 스페인               | 도메네크 발마냐           | 아틀레티코 마드리드   | [ 35 ]               |
| 1966–67 | 스페인               | 미겔 무뇨스 (6)           | 레알 마드리드         | [ 36 ]               |
| 1967–68 | 스페인               | 미겔 무뇨스 (7)           | 레알 마드리드         | [ 37 ]               |
| 1968–69 | 스페인               | 미겔 무뇨스 (8)           | 레알 마드리드         | [ 38 ]               |
| 1969–70 | 프랑스               | 마르셀 도밍고             | 아틀레티코 마드리드   | [ 39 ]               |
| 1970–71 | 아르헨티나           | 알프레도 디 스테파노      | 발렌시아              | [ 40 ]               |
| 1971–72 | 스페인               | 미겔 무뇨스 (9)           | 레알 마드리드         | [ 41 ]               |
| 1972–73 | 오스트리아           | 막스 메르켈               | 아틀레티코 마드리드   | [ 42 ]               |
| 1973–74 | 네덜란드             | 리뉘스 미헐스             | 바르셀로나            | [ 43 ]               |
| 1974–75 | 유고슬라비아         | 밀랸 밀랴니치             | 레알 마드리드         | [ 44 ]               |
| 1975–76 | 유고슬라비아         | 밀랸 밀랴니치 (2)         | 레알 마드리드         | [ 45 ]               |
| 1976–77 | 스페인               | 루이스 아라고네스         | 아틀레티코 마드리드   | [ 46 ]               |
| 1977–78 | 스페인               | 루이스 몰로니             | 레알 마드리드         | [ 47 ]               |
| 1978–79 | 스페인               | 루이스 몰로니 (2)         | 레알 마드리드         | [ 48 ]               |
| 1979–80 | 유고슬라비아         | 부야딘 보슈코브           | 레알 마드리드         | [ 49 ]               |
| 1980–81 | 스페인               | 알베르토 오르마에체아     | 레알 소시에다드       | [ 50 ]               |
| 1981–82 | 스페인               | 알베르토 오르마에체아 (2) | 레알 소시에다드       | [ 51 ]               |
| 1982–83 | 스페인               | 하비에르 클레멘테         | 아틀레틱 빌바오       | [ 52 ]               |
| 1983–84 | 스페인               | 하비에르 클레멘테 (2)     | 아틀레틱 빌바오       | [ 53 ]               |
| 1984–85 | 잉글랜드             | 테리 베너블스             | 바르셀로나            | [ 54 ]               |
| 1985–86 | 스페인               | 루이스 몰로니 (3)         | 레알 마드리드         | [ 55 ]               |
| 1986–87 | 네덜란드             | 레오 베인하커르           | 레알 마드리드         | [ 56 ]               |
| 1987–88 | 네덜란드             | 레오 베인하커르 (2)       | 레알 마드리드         | [ 57 ]               |
| 1988–89 | 네덜란드             | 레오 베인하커르 (3)       | 레알 마드리드         | [ 58 ]               |
| 1989–90 | 웨일스               | 존 토샥                   | 레알 마드리드         | [ 59 ]               |
| 1990–91 | 네덜란드             | 요한 크라위프             | 바르셀로나            | [ 60 ]               |
| 1991–92 | 네덜란드             | 요한 크라위프 (2)         | 바르셀로나            | [ 61 ]               |
| 1992–93 | 네덜란드             | 요한 크라위프 (3)         | 바르셀로나            | [ 62 ]               |
| 1993–94 | 네덜란드             | 요한 크라위프 (4)         | 바르셀로나            | [ 63 ]               |
| 1994–95 | 아르헨티나           | 호르헤 발다노             | 레알 마드리드         | [ 64 ]               |
| 1995–96 | 유고슬라비아 연방    | 라도미르 안티치           | 아틀레티코 마드리드   | [ 65 ]               |
| 1996–97 | 이탈리아             | 파비오 카펠로             | 레알 마드리드         | [ 66 ]               |
| 1997–98 | 네덜란드             | 루이 판 할                | 바르셀로나            | [ 67 ]               |
| 1998–99 | 네덜란드             | 루이 판 할 (2)            | 바르셀로나            | [ 68 ]               |
| 1999–00 | 스페인               | 하비에르 이루레타         | 데포르티보            | [ 69 ]               |
| 2000–01 | 스페인               | 비센테 델 보스케          | 레알 마드리드         | [ 70 ]               |
| 2001–02 | 스페인               | 라파엘 베니테스           | 발렌시아              | [ 71 ]               |
| 2002–03 | 스페인               | 비센테 델 보스케 (2)      | 레알 마드리드         | [ 72 ]               |
| 2003–04 | 스페인               | 라파엘 베니테스 (2)       | 발렌시아              | [ 73 ]               |
| 2004–05 | 네덜란드             | 프랑크 레이카르트         | 바르셀로나            | [ 74 ]               |
| 2005–06 | 네덜란드             | 프랑크 레이카르트 (2)     | 바르셀로나            | [ 75 ]               |
| 2006–07 | 이탈리아             | 파비오 카펠로 (2)         | 레알 마드리드         | [ 76 ]               |
| 2007–08 | 독일                 | 베른트 슈스터             | 레알 마드리드         | [ 77 ]               |
| 2008–09 | 스페인               | 페프 과르디올라           | 바르셀로나            | [ 78 ]               |
| 2009–10 | 스페인               | 페프 과르디올라 (2)       | 바르셀로나            | [ 79 ]               |
| 2010–11 | 스페인               | 페프 과르디올라 (3)       | 바르셀로나            | [ 80 ]               |
| 2011–12 | 포르투갈             | 조제 모리뉴               | 레알 마드리드         | [ 81 ]               |
| 2012–13 | 스페인               | 티토 빌라노바             | 바르셀로나            | [ 82 ]               |
| 2013–14 | 아르헨티나           | 디에고 시메오네           | 아틀레티코 마드리드   |                      |
| 2014–15 | 스페인               | 루이스 엔리케             | 바르셀로나            |                      |
| 2015–16 | 스페인               | 루이스 엔리케 (2)         | 바르셀로나            |                      |
| 2016–17 | 프랑스               | 지네딘 지단               | 레알 마드리드         |                      |
| 2017–18 | 스페인               | 에르네스토 발베르데       | 바르셀로나            |                      |
| 2018–19 | 스페인               | 에르네스토 발베르데 (2)   | 바르셀로나            |                      |
| 2019–20 | 프랑스               | 지네딘 지단 (2)           | 레알 마드리드         |                      |
| 2020–21 | 아르헨티나           | 디에고 시메오네 (2)       | 아틀레티코 마드리드   |                      |

## 개인별 우승 횟수
| 순위 | 이름                  | 우승 횟수 | 구단                            | 우승 연도                                                                       |
| ---- | --------------------- | --------- | ------------------------------- | ------------------------------------------------------------------------------- |
| 1    | 미겔 무뇨스           | 9         | 레알 마드리드                   | 1960–61, 1961–62, 1962–63, 1963–64, 1964–65, 1966–67, 1967–68, 1968–69, 1971–72 |
| 2    | 엘레니오 에레라       | 4         | 아틀레티코 마드리드, 바르셀로나 | 1949–50, 1950–51, 1958–59, 1959–60                                              |
| 2    | 요한 크라위프         | 4         | 바르셀로나                      | 1990–91, 1991–92, 1992–93, 1993–94                                              |
| 4    | 엔리케 페르난데스     | 3         | 바르셀로나, 레알 마드리드       | 1947–48, 1948–49, 1953–54                                                       |
| 4    | 페르디난트 다우치크   | 3         | 바르셀로나, 아틀레틱 빌바오     | 1951–52, 1952–53, 1955–56                                                       |
| 4    | 루이스 몰로니         | 3         | 레알 마드리드                   | 1977–78, 1978–79, 1985–86                                                       |
| 4    | 레오 베인하커르       | 3         | 레알 마드리드                   | 1986–87, 1987–88, 1988–89                                                       |
| 4    | 페프 과르디올라       | 3         | 바르셀로나                      | 2008–09, 2009–10, 2010–11                                                       |
| 9    | 프레드 펜틀랜드       | 2         | 아틀레틱 빌바오                 | 1929–30, 1930–31                                                                |
| 9    | 리카르도 사모라       | 2         | 아틀레티코 아비아시온           | 1939–40, 1940–41                                                                |
| 9    | 라몬 엔시나스         | 2         | 발렌시아, 세비야                | 1941–42, 1945–46                                                                |
| 9    | 호세 비얄롱가         | 2         | 레알 마드리드                   | 1954–55, 1956–57                                                                |
| 9    | 밀랸 밀랴니치         | 2         | 레알 마드리드                   | 1974–75, 1975–76                                                                |
| 9    | 알베르토 오르마에체아 | 2         | 레알 소시에다드                 | 1980–81, 1981–82                                                                |
| 9    | 하비에르 클레멘테     | 2         | 아틀레틱 빌바오                 | 1982–83, 1983–84                                                                |
| 9    | 루이 판 할            | 2         | 바르셀로나                      | 1997–98, 1998–99                                                                |
| 9    | 비센테 델 보스케      | 2         | 레알 마드리드                   | 2000–01, 2002–03                                                                |
| 9    | 라파엘 베니테스       | 2         | 발렌시아                        | 2001–02, 2003–04                                                                |
| 9    | 프랑크 레이카르트     | 2         | 바르셀로나                      | 2004–05, 2005–06                                                                |
| 9    | 파비오 카펠로         | 2         | 레알 마드리드                   | 1996–97, 2006–07                                                                |
| 9    | 루이스 엔리케         | 2         | 바르셀로나                      | 2014–15, 2015–16                                                                |
| 9    | 에르네스토 발베르데   | 2         | 바르셀로나                      | 2017–18, 2018–19                                                                |
| 9    | 지네딘 지단           | 2         | 레알 마드리드                   | 2016–17, 2019–20                                                                |
| 9    | 디에고 시메오네       | 2         | 아틀레티코 마드리드             | 2013–14, 2020–21                                                                |

## 국적별
| 국적              | 감독 | 우승 |
| ----------------- | ---- | ---- |
| 스페인            | 21   | 42   |
| 네덜란드          | 5    | 12   |
| 아르헨티나        | 5    | 9    |
| 잉글랜드          | 5    | 6    |
| 프랑스            | 2    | 3    |
| 유고슬라비아      | 2    | 3    |
| 우루과이          | 1    | 3    |
| 체코슬로바키아    | 1    | 3    |
| 이탈리아          | 1    | 2    |
| 헝가리            | 1    | 1    |
| 아일랜드          | 1    | 1    |
| 오스트리아        | 1    | 1    |
| 웨일스            | 1    | 1    |
| 유고슬라비아 연방 | 1    | 1    |
| 독일              | 1    | 1    |
| 포르투갈          | 1    | 1    |

## 참고
1. ↑  로마 폰스가 6라운드까지 감독을 맡았다.
2. ↑  호세 마리아 올라바리아가 10라운드까지 감독을 맡았다.
3. ↑  라몬 라푸엔테가 10라운드까지 감독을 맡았다.
4. ↑  호세 비얄롱가가 13라운드까지 감독을 맡았다.
5. ↑  루이스 몰로니는 1977년 9월에 밀랸 밀랴니치의 후임 감독으로 취임했다.
6. ↑  요한 크라위프가 심근 경색으로 지휘할 수 없었을 때 카를레스 렉사치가 대신해서 6경기를 지휘하기도 했다.